# Cullen Bunn
Pour les articles homonymes, voir Bunn.
Cullen Bunn, né en Caroline du Nord, est un scénariste de comics américain.

## Œuvre
- Asgardians of the Galaxy, Marvel Comics
- Avengers, Panini Comics, collection Marvel Comics

2. Créatures Féroces, scénario d'Ed Brubaker, Cullen Bunn, Alex Irvine et Brian Michael Bendis, dessins de Lan Medina, Alessandro Vitti, Alan Davis et Renato Guedes, 2012  (ISBN 978-2-8094-2769-1)
3. Zodiaque, scénario et dessins collectfs, 2012  (ISBN 978-2-8094-2800-1)
6. Une Nuit à Madripoor, scénario et dessins collectfs, 2012  (ISBN 978-2-8094-2937-4)
7. Des Trous dans le ciel, scénario et dessins collectfs, 2012  (ISBN 978-2-8094-2958-9)
8. L'Effet papillon, scénario et dessins collectfs, 2012  (ISBN 978-2-8094-2972-5)
9. Un nouveau monde, scénario de Cullen Bunn, Brian Michael Bendis, kelly Sue DeConnick et Ed Brubaker, dessins de Walter Simonson, Scot Eaton, Dexter Soy et Mark Bagley, 2013  (ISBN 978-2-8094-3223-7)
- Avengers Universe, Panini Comics

1. Le Pari, scénario de Cullen Bunn, Kelly Sue DeConnick, Rick Remender, Jason Aaron et Mark Waid, dessins de Yu Leinil, Will Sliney, John Romita Jr., Esad Ribic et Stefano Caselli, 2013  (ISBN 978-2-8094-3387-6)
2. Infection, scénario de Cullen Bunn, Kelly Sue DeConnick, Rick Remender, Jason Aaron et Mark Waid, dessins de Yu Leinil, Will Sliney, John Romita Jr., Esad Ribic et Stefano Caselli, 2013  (ISBN 978-2-8094-3523-8)
- Bone Parish, scénario de Cullen Bunn, dessins de Jonas Scharf, Delcourt. Deux tomes.
- Brothers Dracul, AfterShock Comics
- Cold Spots, Image Comics
- The Damned, scénario de Cullen Bunn, dessins de Brian Hurtt, Akileos, collection Regard Noir & Blanc

1. Mort pendant trois jours, 2008  (ISBN 978-2-355-74003-9)
2. Les Fils prodigues', co-scénario de Brian Hurtt, 2009  (ISBN 978-2-355-74038-1)

- Dark Ark, AfterShock Comics
- Deadpool, Panini Comics

1. Gros dur, scénario de Cullen Bunn et Daniel Way, dessins de Dominik Stanton, Bong Dazo et Sheldon Vella, 2012  (ISBN 978-2-8094-2717-2)
- Deadpool Team-Up, Panini Comics, collection 100% Marvel

2. Amis pour la vie, scénario de Cullen Bunn, Rick Spears, James Asmus, Jeff Parker, Rob Williams et Shane McCarthy, dessins de Dick Dragotta, Tom Fowler, Steven Sanders, Matteo Scalera, Micah Gunnell et Philip Bond, 2013  (ISBN 978-2-8094-2847-6)
- The Empty Man, Boom! Studios
- Fear Itself: The Fearless, scénario de Cullen Bunn, Panini Comics

1. The Fearless 1/6, dessins collectifs, 2012  (ISBN 978-2-8094-2588-8)
2. The Fearless 2/6, dessins collectifs, 2012  (ISBN 978-2-8094-2682-3)
3. The Fearless 3/6, dessins de Paul Pelletier, 2012  (ISBN 978-2-8094-2710-3)
4. The Fearless 4/6, dessins de Mark Bagley et Paul Pelletier, 2012  (ISBN 978-2-8094-2774-5)
5. The Fearless 5/6, dessins de Paul Pelletier, 2012  (ISBN 978-2-8094-2806-3)
6. The Fearless 6/6, dessins de Paul Pelletier, 2012  (ISBN 978-2-8094-2889-6)

- Harrow County, Dark Horse
- Hellheim, Oni Press
- Marvel Saga, Panini Comics

18. Deadpool massacre Marvel, scénario de Cullen Bunn, dessins de Dalibor Talajic, 2013  (ISBN 2-8094-3237-6)
- Regression, Image Comics
- Season One, Panini Comics, collection 100% Marvel

1. Spider-Man, scénario de Cullen Bunn, dessins de Neil Edwards, 2012  (ISBN 978-2-8094-2663-2)
- The Sixth Gun, Oni Press
- Spider-Man, Panini Comics

1. Héros ou danger public ?, scénario de Cullen Bunn, Joshua Hale Fialkov et Dan Slott, dessins de Ryan Stegman et Nuno Plati, 2013  (ISBN 978-2-8094-3408-8)
- Spider-Man Universe, Panini Comics, collection Marvel Kiosque

5. Venom, scénario de Cullen Bunn et Rick Remender, dessins de Lan Medina et Kev Walker, 2013  (ISBN 978-2-8094-3219-0)
6. Les Monstres du mal, scénario de Cullen Bunn et Rick Remender, dessins de Lan Medina, Thony Silas, Decan Shalvey et Robert Atkins, 2013  (ISBN 978-2-8094-3397-5)
- The Tooth, Oni Press
- Unholy Grail, AfterShock Comics
- The Unsound, Boom ! Studios
- Wolverine, Panini Comics

9. Encore une tournée, scénario de Cullen Bunn et Jason Aaron, dessins de Jorge Molina, 2013  (ISBN 978-2-8094-3215-2)